# Дакота Блю Річардс

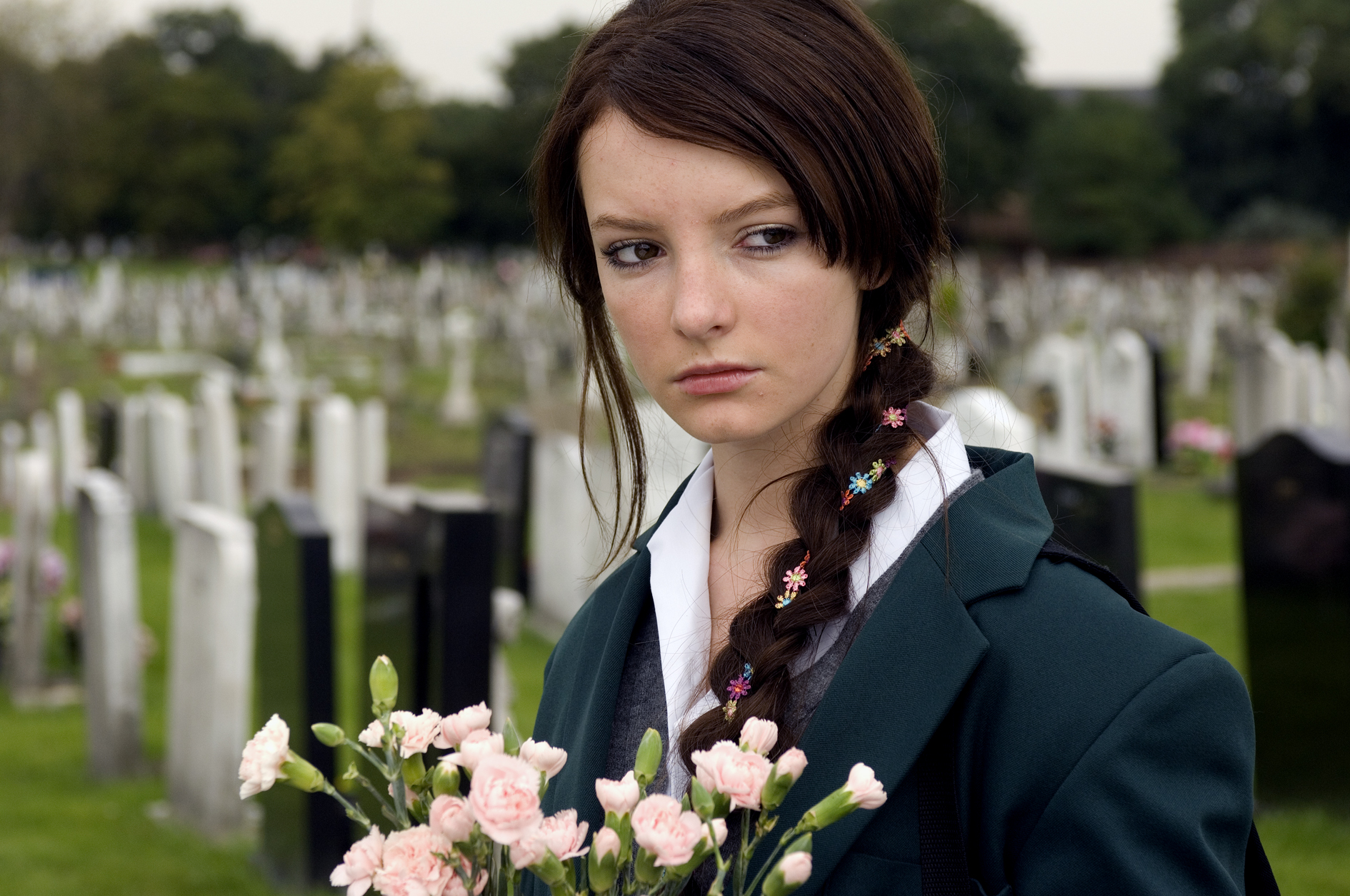
Дакота Річардс у фільмі «Квітень на цвинтарі»

Дакота Блю Річардс (англ. Dakota Blue Richards, нар. 11 квітня 1994, Лондон) — британська акторка, найбільше відома роллю Ліри Белакви в фільмі «Золотий компас» за першою частиною трилогії Філіпа Пуллмана «Темні матерії».

## Життєпис
Дакота Блю Річардс народилася 11 квітня 1994 року в Південному Кенсингтоні, Лондон. Мати — Мікаела Річардс, антрополог, ім'я батька невідоме; Мікаела виховувала дочку сама. Дівчина отримала ім'я Дакота Блю, тому що її мати бажала назвати доньку іменем, де поєднувалися б назва місця та колір. Перша частина імені — Дакота — походить від племені сіу, з яким Мікаела Річардс товаришувала під час свого перебування в Америці. «Блю» було прізвиськом батька Дакоти, і її мати подумала, що воно добре поєднається з першим ім'ям.
Незабаром після народження Дакоти Блю, її родина переїхала до Брайтона, де дівчина відвідувала початкову школу св. Павла. У вихідні дня вона брала уроки акторського мистецтва і іноді замість шкільних занять ходила на прослуховування. Дакота брала активну участь у класних зборах та шкільних виставах, але одного разу упустила ролі Марії у різдвяній виставі. У віці 11 років вона пішла до сусідньої театральної школи K-BIS. Дакоті завжди подобалося грати на сцені, але вона вважала це «просто невеликим кумедним хобі» та ніколи не думала, що буде займатися цим професійно.

## Золотий компас
У червні 2006 року було оголошено, що Річардс взято на роль Ліри Белакви у стрічці «Золотий компас». Коли Дакоті Блю було дев'ять років, її мати читала їй книжки трилогії «Темні матерії» Філіпа Пулмана, і дівчині одразу захопилася постаттю головної героїні, Ліри, відчуваючи, що може «бути нею». Побачивши театральну постанову у Національному Театрі, Дакота сказала, що «просто хоче бути Лірою». Від друга родини дівчина дізналася про прослуховування на фільм; вона готова була взяти участь, але треба було вмовити матір. Мікаела Річардс погодилася відвести її на прослуховування за умови, що Дакота не дуже засмучуватиметься, якщо її не візьмуть, і якщо не йтиме дощ. Своєму успіху на прослуховування Дакота завдячує матері, яка запропонувала їй того дня не розчісувати волосся, через що дівчинка виглядала «дикою», як Ліра. Після попереднього підбору акторів Дакоті, разом із шістдесятьма іншими дівчатами, запропонували пройти повторне прослуховування та кінопроби.
Філіп Пуллман, автор книжок, сказав тоді: «Щойно я побачив кінопроби Дакоти, я зрозумів, що пошук закінчено». Він також описав її як «дивовижну» і «дуже гарну акторку». Кріс Вейц, режисер, додав, що Річардс «досить легко впоралася із завданням, яке мало бути надзвичайно важким» і що він «був здивований, коли молода дівчина, особливо без спеціального тренування, змогла так пожвавити кіно, як це зробила Дакота».
Зйомки почалися 4 вересня 2006 року. Через те, що Ліра з'являється майже в кожній сцені, Дакоті довелося зніматися 98 днів з 100, відведених на зйомки. У перервах між зйомками вона продовжувала навчатися разом з двома приватними вчителями.
Світова прем'єра відбулася у грудні 2007 року. Критики загалом позитивно сприйняла появу Дакоти у фільмі, хоча їхні оцінки досить відрізнялися. Лауреат Пулітцерівської премії Роджер Іберт назвав Річардс «чудовим відкриттям» та «гарненькою, відважною, сильною, стриманою, привабливою та майже правдоподібною в ролі вершниці броньованого ведмедя та захисниці Пилу». Проте деякі фанати трилогії буди незадоволені Дакотою в ролі Ліри, оскільки згідно з книжками Ліра була синьоокою білявкою, в той час як Річардс має русяве волосся та карі очі.

## Інші ролі
Ще до прем'єри «Золотого компаса», Дакоту Річардс запросили грати головну роль в іншому фільми, «Таємниця Мунакра», який став її другим фільмом, знятим по книжці. Прем'єра фільму відбулася у лютому 2009 року.
У грудні 2008 року Річардс грала Ейпріл Джонсон у стрічці «Дівчинка-знахідка», екранізації однойменної новели Жаклін Вілсон.

## Фільмографія
- 2007: Золотий Компас (англ. The Golden Compass) — Ліра Белаква
- 2008: Таємниця Мунакра (англ. The Secret of Moonacre) — Марія Мерівезер
- 2008: Дівчинка-знахідка (англ. Dustbin Baby) — Ейпріл
- 2009: За п'ять миль (англ. Five Miles Out) — Касс
- 2011–2012: Скінс (англ. Skins)